# Терновий Кущ (заповідне урочище)
Терновий Кущ — заповідне урочище, розташоване неподалік від села Рашівка Гадяцького району Полтавської області. Було створене відповідно до постанови Полтавської облради № 74 від 17 квітня 1992 року.

## Загальні відомості
Землекористувачем є ДП «Гадяцький лісгосп», Лютенське лісництво, квартали 56-58, 69-71, 79-80, площа — 303,2 гектара. Розташоване на схід від села Рашівка Гадяцького району.
Урочище створене з метою збереження дубово-соснових насаджень на боровій терасі річки Псел із різноманітним рослинним та тваринним світом. Осередок збереження рідкісних видів рослин (13) та тварин (16).